# Assia-Homburg
L'Assia-Homburg era uno stato del Sacro Romano Impero, riconosciuto come indipendente dal 1768 al 1806 come langraviato. I principi regnanti facevano parte della Casata d'Assia. Dal 1622 al 1768 fece parte dell'Assia-Darmstadt e dal 1806 al 1815 divenne parte del Granducato d'Assia. Reso nuovamente indipendente nel 1815, venne ampliato con la concessione del Gran baliaggio di Meisenheim, nella attuale Renania-Palatinato (221 km² in totale), sopravvivendo sino all'estinzione della linea dei langravi locali nel 1866.

## Storia

### Lo stato nel Sacro Romano Impero

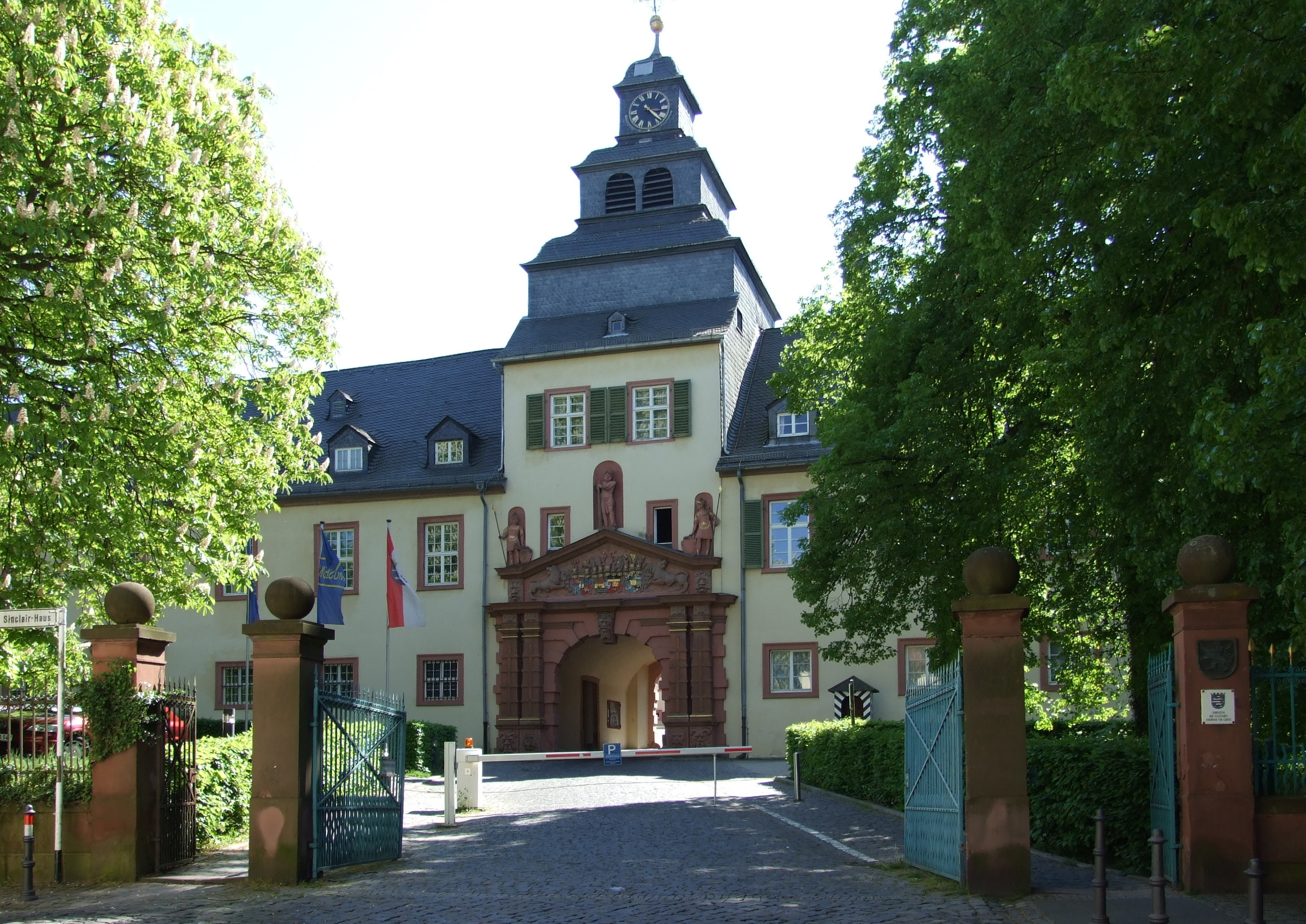
Il castello di Bad Homburg.

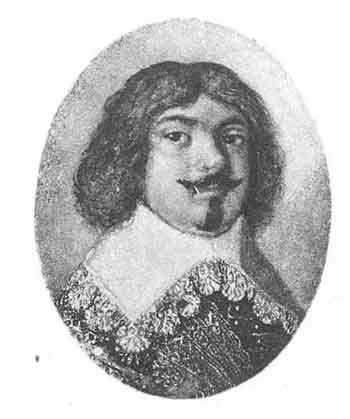
Federico I d'Assia-Homburg.

L'Assia-Homburg si costituì come stato a sé stante distaccandosi con Federico I dal langraviato di Assia-Darmstadt nel 1622. Il Langraviato vide lungamente contestata la propria effettiva sovranità dalla linea di Darmstadt fino al 1768 dal momento che la sua sovranità era stata riconosciuta solo parzialmente: secondo la legislazione del Sacro Romano Impero, infatti, il primogenito ereditava il complesso di terre della propria casata, ma spesso poteva accadere per territori particolarmente grandi o per famiglie numerose, che dai figli minori si originassero rami collaterali con propri feudi (sui quali esercitavano in teoria solo alcuni poteri), e questo risultò proprio il caso dell'Assia-Homburg.
Temporaneamente venne diviso in Assia-Homburg e Assia-Homburg-Bingenheim, ma queste due parti vennero nuovamente riunite nel 1681. Durante questo stesso periodo spiccò particolarmente la figura del langravio Federico II d'Assia-Homburg (1633 - 1708), generale svedese e brandeburghese, il quale si impegnò attivamente per una prima sperimentazione della teoria economica del mercantilismo nel proprio stato, oltre a portare avanti progetti di sviluppo mirati, tra cui l'insediamento degli ugonotti a Friedrichsdorf. Il suo periodo di regno venne contraddistinto da una notevole ripresa economica, documentata dalla costruzione del castello barocco di Bad Homburg.
Nel 1768, i sovrani della linea di Assia-Darmstadt rinunciarono definitivamente alle loro pretese sul territorio dell'Assia-Homburg che quindi poté de facto costituirsi come territorio autonomo, pur permanendo i legami di sangue.
Nel 1806, con il crollo del Sacro Romano Impero e la mediatizzazione, l'Assia-Homburg venne incorporato nel Granducato di Assia-Darmstadt.

### Lo stato nella Confederazione germanica (1815-1866)
Nel 1815, grazie al Congresso di Vienna, lo stato di Assia-Homburg venne riconosciuto indipendente, con l'aggiunta della città e signoria di Meißenheim nella Renania, parte dell'ex dipartimento francese della Sarre.
Il Langraviato di Assia-Homburg era suddiviso in due parti: il distretto di Homburg sulla sponda destra del Reno e quello di Meisenheim, aggiunto nel 1815, sulla riva sinistra dello stesso fiume tra Coblenza e Birkenfeld.
L'Assia-Homburg divenne quindi parte della Confederazione Tedesca il 7 luglio 1817, unico principato tedesco non compreso tra i fondatori ad aderirvi. Nel 1828 aderì alla Mitteldeutscher Handelsverein (associazione dei commercianti della Germania centrale), entrando dal 1830 in quella prussiana e poi nello Zollverein dal 1837.
Il piccolo principato divenne famoso per il suo casinò, aperto nel 1849, che solo nel 1870 le leggi federali tedesche riuscirono a far chiudere.
Nel 1866, con la morte dell'ultimo langravio, Ferdinando, l'Assia-Homburg venne ereditato dal granduca di Assia-Darmstadt Luigi III, ma Meisenheim venne ceduta alla Prussia dietro indennizzo. Negli anni immediatamente successivi questo territorio venne riacquistato dall'Assia-Darmstadt e il langraviato formalmente accorpato all'elettorato di Assia-Kassel, al ducato di Nassau ed alla città libera di Francoforte sul Meno, formando la provincia prussiana di Assia-Nassau.
Oggi è parte dello stato tedesco dell'Assia.

## Langravi di Assia-Homburg
- 1622-1638 Federico I, terzo figlio di Giorgio I di Assia-Darmstadt
- 1638–1681 Guglielmo Cristoforo, vendette Homburg al fratello Giorgio Cristiano nel 1669, ma mantenne Bingenheim (originando il Langraviato di Assia-Homburg-Bingenheim)
  - 1638-1648 Margherita Elisabetta di Leiningen-Westerburg-Schaumburg, reggente
- 1669–1671 Giorgio Cristiano

Il ducato passa per ipoteca a due mercanti per volontà di Giorgio Cristiano, al fine di risanare le finanze dello stato (1671–1673); verrà poi ceduto ai langravi di Assia-Darmstadt (1673–1679)
- 1679–1708 Federico II, figlio di Federico I, Comandante Generale delle armate del Brandeburgo (Il Principe di Homburg), riscattò Homburg nel 1679, riguadagnando Bingenheim nel 1681
- 1708–1746 Federico III, Generale di Cavalleria nei Paesi Bassi
- 1746–1751 Federico IV
- 1751–1806 Federico V
  - 1751–1766 Ulrica Luisa di Solms-Braunfels, reggente per il figlio Federico V

Nel 1806 lo stato venne annesso dall'Assia-Darmstadt, nel 1815 venne restaurato dal Congresso di Vienna
- 1815–1820 Federico V (restaurato)
- 1820–1829 Federico VI, Generale di Cavalleria in Austria
- 1829–1839 Luigi Guglielmo, Generale di Fanteria in Prussia
- 1839–1846 Filippo, Feldmaresciallo austriaco
- 1846–1848 Gustavo, Generale di Cavalleria in Austria
- 1848–1866 Ferdinando, Generale di Cavalleria in Austria

Nel 1866 lo stato venne annesso alla Prussia

## Il governo
Il governo dello stato, dal 1817, venne retto tramite un Consiglio segreto (che sostituì il consiglio privato di stampo assolutistico precedentemente in uso), che aveva a capo un proprio presidente con funzioni di primo ministro.
- 1817-1818: Karl Philipp August Otto Ludwig von Zyllnhardt
- 1820-1827: Johann Philipp von Hert
- 1828-1832: Carl Friedrich Justus Emil von Ibell
- 1832-1841: Vacante
- 1841-1847: Karl Bernhard von Ibell
  - (1847-1848): Ludwig Karl Wilhelm Henrich
- 1848-1862: Christian Bansa
- 1862-1866: Georg Fenner